# Лаврово (Кольчугинский район)
Лаврово — деревня в Кольчугинском районе Владимирской области России, входит в состав Раздольевского сельского поселения.

## География
Деревня расположена на берегу речки Сомша в 23 км на юго-восток от центра поселения посёлка Раздолье и в 29 км на юго-восток от райцентра города Кольчугино.

## История
В переписных книгах 1678 года деревня Лаврово вместе с селом Святково записано было за Касимовским царевичем Василием Араслановичем.
По данным на 1860 год деревня принадлежала Константину Павловичу Афросимову.
В конце XIX — начале XX века деревня входила в состав Дубковской волости Покровского уезда, с 1925 года — в составе Кольчугинской волости Александровского уезда. В 1859 году в деревне числилось 18 дворов, в 1905 году — 16 дворов, в 1926 году — 16 дворов.
С 1929 года деревня входила в состав Святковского сельсовета Кольчугинского района, с 1954 года — в составе Ельцинского сельсовета, с 2005 года — в составе Раздольевского сельского поселения.

## Население
| 1859 | 1905 | 1926 | 2002 | 2010 | 2021 |
| ---- | ---- | ---- | ---- | ---- | ---- |
| 107  | ↘89  | ↘72  | ↘0   | →0   | →0   |